# Oulad Delim
Oulad Delim (Arapski: أولأد دليم).- pleme Sahrawija s juga Zapadne Sahare, tradicionalno nomadi sa stadima deva, no danas mnogi žive u gradu Dakhla. Po vjeri su sunitski muslimani koji se služe jezikom Hassaniya. Ime im znači 'Sinovi Delimovi' (od Oulad = sinovi; sing Ould, + Delim).